# 叢林之神
叢林之神（商業電台廣播劇稱「大亨傳」）是倪匡筆下著名科幻小說衛斯理系列之一，講述一個擁有預知能力的人，能夠預測未來卻無法改變的痛苦。

## 內容簡述

### 叢林之神崇拜者俱樂部
衛斯理受一城中富豪霍惠盛委託，調查他兒子霍景偉，因霍景偉自參加了「叢林之神崇拜者俱樂部」後，不但變得神經質，且行蹤奇怪，更無理向其父索取兩千萬美元。衛斯理開始展開跟蹤，但每次跟蹤，衛斯理也會被霍景偉發現。

### 預知能力搶救未來
衛斯理意外接到霍景偉打電話示警，霍聲言白素搭的飛機會墜機，要他通知白素。衛本來不信，後來卻信了，並打電話向白素示警，後來白素預計搭的飛機，真的發生墜機事件，兩人事後在機場重逢，慶幸劫後餘生，白素並要衛向救命恩人表達感謝。

### 神一樣的預知能力
之後得知霍景偉以前到到南美洲旅行時到訪一個部落，得知那裡的巫師在月圓之夜把頸放在一圓柱形物體之上，從而獲得預知能力，霍景偉對之命名為「叢林之神」，並把頭也放上「叢林之神」上，從此便有了人所夢寐以求的預知能力。可是，霍景偉擁有的預知能力不僅未能為自己帶來幸福快樂，反之隨著而來的是無盡痛苦，他只好把「叢林之神」帶回來待在一間別墅供奉，希望這能力消失。

### 能夠預知未來卻無法改變事實
此外，他又預知自己死亡過程 － 欲以手術清除自己記憶而失敗，那是在半年之後。霍景偉死後，衛斯理也親自感受了「叢林之神」的威力，幸好他只是把手放在上面。

### 三個專家與腦電波的理論
及後，衛斯理和一些專家談論這事，白素發表一個驚人的理論：因為人的腦電波比光速還要快，所以才可有機會預知未來。當那些專家看到「叢林之神」時，其中歇夫教授因為想取得預知能力而變得狂妄，他殺了史都華教授，而他自己最後也死在電椅上（那是他自己預知到的）。

### 奇妙的金屬材質
之後衛斯理託一間專門焊接硬金屬的工廠，切割那奇妙的圓柱體。專家以高溫乙炔噴焰分割那段圓柱體「叢林之神」，可是它出奇地硬，用高溫也不可熔化，最終衛斯理搭船把「叢林之神」扔到海中，讓它沉在海底下，避免它遺害人間。

## 作者想表達的想法
- 作者設想中，這在月圓之夜能令人產生預知能力的圓柱，極大可能是來自外太空的高科技產物，透過叢林之神所釋放出的「電波」而影響人類的腦部，使腦部能夠加強腦電波的頻率(能量)。這種電波速度比光速還要快，因此人能夠預見到未曾發生而即將必然發生的事(故事中的霍景偉和衛斯理都因而預知未來發生的事)，叢林之神是繼《透明光》故事再一次為人類渴望得到異能而反釀成悲劇的另一諷刺。乃作者悲觀心態的表露，可惜故事太短了。
- 不過這個理論，事實上也可以在地球上成立，比光速快的只有無線電波，如果有人能發明高頻率(代表高能量)並且波長夠長的電波，或許我們可以穿越時空跟古人通訊。就如電影黑洞頻率中，劇情描述未來的兒子意外與年輕時的父親通訊那樣。
- 本故事的題材部份，離不開外星人，後來作者又有一部思想儀系列，以外星人狄可和陰星人一、二、三、四號，來地球尋找『思想儀』零件(『叢林之神』的圓柱體)為題材，是『叢林之神』這個故事的延續。

本故事亦曾經被改編成廣播劇。

## 主要人物
- 衛斯理  - 故事主角。喜歡探索神秘事件。
- 白素  - 衛斯理之妻。因為霍景偉的預知能力。預見飛機墜毀。被霍景偉救了一命。
- 霍景偉  - 擁有預知能力的人。去南美洲探險時意外的發現「叢林之神」圓柱體。
- 殷伯 - 霍景偉別墅的管理員。認為「叢林之神」圓柱體是不祥的存在。
- 史都華　- 留著山羊鬍子的老教授。被歇夫槍殺。
- 勒根　　- 醫生，三人中最理性的人。
- 歇夫　　- 法國人，一心獲得預知能力，卻發現有了預知能力。卻不能改變未來，亦沒有用。三人中有著悲慘結局。

## 廣播劇
- 香港電台第一台於1984年3月6日至3月12日，逢星期一至五中午十二時半〈驚心動魄〉時段，以粵語首播《叢林之神》廣播劇，合共5集。
  - 監製：李安求
  - 編導：梁繼璋
  - 播音
    - 李學斌 飾演 衛斯理
    - 車森梅 飾演 白素
    - 蔡雅各 飾演 小郭
    - 簡偉安 飾演 霍景偉
    - 曾永強 飾演 霍惠盛/勒根
    - 李再唐 飾演 歇夫
    - 溫泉　　飾演 史都華

- 香港商業電台以粵語於1987年星期一至五，每日下午三時正首播《叢林之神》廣播劇，合共6集。為商台衛斯理廣播劇系列第四個故事。
  - 監製：金貴
  - 改編：圓方
  - 播音
    - 朱子聰　飾演 衛斯理
    - 錢佩卿　飾演 白素
    - 楊廣培　飾演 霍景偉
    - 陳森　　飾演 霍惠盛(霍景偉的父親)
    - 吳忠泰　飾演 郭則清（小郭）
    - 葉佳　　飾演 老蔡
    - 盧雄　　飾演 勒根醫生
    - 金貴　　飾演 史都華
    - 馮天衡　飾演 歇夫
    - 甄錦華　飾演 殷伯
    - 馬淑逑　飾演 護士
    - 陳永信　飾演 總工程師(老陳)
    - 李錦　　飾演 總工程師助手(老王)

- 大陸廣州電台於2006年起以粵語首播衛斯理廣播劇，由主播講出《叢林之神》故事。
  - 主播:胡慶穗
  - 合共9集

| 前任者： 014 地圖 | 衛斯理系列（按編號） 015 （包括風水）                 | 繼任者： 016 不死藥 |
| 前任者： 筆友     | 衛斯理系列（按連載時序） 1969年3月11日至1969年4月29日 | 繼任者： 再來一次   |